# The Damned
The Damned es un grupo de rock formado en Londres, en 1976. Son considerados los responsables de iniciar el movimiento punk en el Reino Unido junto a bandas como Sex Pistols y The Clash, 
Fue la primera banda punk inglesa en lanzar un sencillo (New Rose), sacar un álbum (Damned, Damned, Damned), y recorrer los Estados Unidos. La música de sus comienzos (más o menos entre 1976 y 1980) y en especial el estilo de batería de Rat Scabies fueron una gran influencia para la creación del hardcore punk en los Estados Unidos. The Damned han sido considerados también como unos de los fundadores del rock gótico.
El grupo se ha separado y reagrupado muchas veces y solo el vocalista Dave Vanian se ha mantenido constante en cada alineación. Sin embargo, las alineaciones siempre han incluido o bien al guitarrista Captain Sensible o bien al baterista Rat Scabies.

## Historia

### Antecedentes
Los miembros originales del grupo Dave Vanian (David Lett), Captain Sensible (Raymond Burns) y Rat Scabies (Chris Millar), habían sido miembros del grupo Masters of the Backside, en el que también constaba Chrissie Hynde, futura integrante de The Pretenders.
El guitarrista original del grupo, Brian James (Brian Robertson) había sido miembro del grupo London SS, banda que nunca se presentó en vivo pero que tenía entre sus miembros a músicos como Mick Jones y Paul Simonon que más tarde llegarían a la fama en grupos como The Clash, Tony James en Generation X, y Casino Steel y Matt Dangerfield ambos en The Boys. Rat Scabies intentó formar parte del grupo, pero fue rechazado.

### Formación y primeros éxitos
The Damned se presentaron por primera vez el 6 de julio de 1976, junto a los Sex Pistols, en el 100 Club. Sacaron su exitoso sencillo New Rose el 22 de octubre del mismo año en colaboración con Stiff Records, y el 18 de febrero de 1977 sacaron su primer álbum Damned, Damned, Damned, que contenía la canción "I Feel Alright", una adaptación de la canción "1970" de The Stooges, entre otros grandes hits. 
Tras su éxito inicial con Stiff Records, hicieron varios acuerdos que fracasaron con asombrosa regularidad con discográficas como Chiswick, Bronze, y Big Beat. En marzo de 1977, The Damned abrió un concierto de Marc Bolan y T. Rex durante el último tour de Bolan. Fue entonces cuando reclutaron a su segundo guitarrista, Lu Edmunds; esta decisión quizá se tomó para adoptar el sonido de guitarra dual de MC5, y posiblemente fue promovida de Brian James para mantener a Captain Sensible tocando el bajo, evitando así que le haga sombra.
El grupo, con esta nueva alineación, intentó contratar a Syd Barrett para que produjera su segundo álbum Music for Pleasure pero no tuvo éxito. Al final contrataron como productor a Nick Mason, también miembro de Pink Floyd, quien según ellos estuvo generalmente desinteresado durante el proyecto. Adicionalmente, el álbum contó con la presencia del saxofonista de free jazz Lol Coxhill. Music for Pleasure fracasó entre los críticos y el público en general.

### Finales de los 70'
Brian James, quien hasta entonces era el compositor del grupo, se retiró en 1978. El grupo se separó dando lugar a una serie de proyectos independientes con poco impacto comercial. Pronto The Damned volvieron a agruparse, culpando a James por su declive y separación, presentándose primero como The Dimmed y luego como The Doomed para evitar posibles problemas de marca registrada.
Captain Sensible entonces cambió el bajo por la guitarra, y el sintetizador. Tras un corto período con Lemmy Kilmister de Hawkwind y Motörhead como bajista para los demos de estudio, consiguieron como bajista a Algy Ward, antiguo miembro de The Saints. El grupo grabó más demos, y llegaron a un acuerdo con Chiswick Récords que les permitió regresar al estudio para grabar otro álbum. Lanzaron una serie de sencillos que dieron lugar al álbum Machine Gun Etiquette; para entonces Sensible se convirtió en el principal compositor del grupo.
Con la llegada de Ward, el grupo trabajó con una mejor sección rítmica. La forma de cantar de Vanian se expandió de los gritos barítonos de los primeros álbumes del grupo a un estilo suave, tipo gótico. The Damned se hicieron un espacio propio con un estilo melódico oscuro que a veces era rápido y bullicioso, y otras veces relajado, con énfasis en los teclados. Estaban grabando Machine Gun Etiquette en los estudios Essex al mismo tiempo que The Clash iba a grabar London Calling. Joe Strummer y Mick Jones intervinieron -sin crédito- en la canción del mismo nombre.
A pesar de que sus discos rara vez estaban disponibles en los Estados Unidos, The Damned tenían muchos seguidores en ese país. A partir de su gira de 1977, sirvieron de inspiración a muchos grupos de Nueva York y Los Ángeles. Los tempos rápidos de muchas de sus canciones del período entre Machine Gun Etiquette y Strawberries (incluyendo "Ignite", "There Ain't No Sanity Clause" y "Therapy") influenciaron a grupos que más tarde tocarían hardcore punk.
The Damned fueron el primer grupo punk inglés en tocar en Estados Unidos, dieron dos conciertos en el mítico CBGB de Nueva York (que viera nacer a Ramones y Talking Heads, entre otros), dos en Boston, dos en Los Ángeles y dos en San Francisco.

### Fase gótica
Virtualmente desde la formación del grupo, Dave Vanian tenía una apariencia vampiresca en escena, vestido formalmente y con su rostro pintado con maquillaje blanco. Tras grabar The Black Album, The Damned asumieron una estética parecida a la de la subcultura gótica. Enfatizaron el rol de Vanian en la banda sobre el de Sensible (quien se dedicaba a hacer payasadas), y su sección rítmica en cierto modo modificó su característica imagen punk. Para ese entonces, Ward había dejado el grupo, y fue reemplazado por Paul Gray. En este punto, comenzaron a usar más el sintetizador y la guitarra acústica.
Lanzaron el álbum Strawberries (incluyendo en su alineación al teclista Roman Jugg) en 1982, y adicionalmente una serie de sencillos independientes entre 1983 y 1984. Captain Sensible estuvo en un último concierto con el grupo en Brockwell Park antes de separarse para seguir una carrera de solista. En consecuencia, Jugg fue el nuevo guitarrista, y sin la presencia de Captain Sensible, la influencia gótica de Vanian dentro del grupo aumentó.
The Damned firmaron un contrato con MCA, dando lugar al exitoso álbum Phantasmagoria. Por otro lado, su siguiente álbum, Anything (1986), fue otro fracaso comercial, que acabó con el contrato del grupo con la disquera. No obstante, el sencillo "Eloise" se convirtió en un éxito en el Reino Unido y también MCA incluyó una canción del grupo ("In Dulce Decorum") en la banda sonora oficial de Miami Vice (1987).

### Años recientes

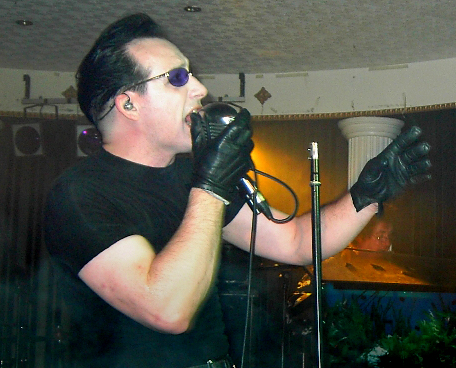
Dave Vanian con The Damned en agosto de 2006.

Brian James regresó al grupo durante algunas presentaciones en vivo, algunas de las cuales aparecen en el álbum Final Damnation (1988).
Durante la década de 1990, dos grupos populares hicieron covers de sus canciones: Guns N' Roses interpretó New Rose para su álbum The Spaghetti Incident? de 1993, y The Offspring interpretaron Smash it up para la banda sonora de Batman Forever. Los dos álbumes fueron ampliamente distribuidos, y dieron a conocer la música de The Damned a una audiencia más joven, no familiar con el grupo.
En 1993 se formó una nueva alineación en el grupo, con Scabies, Vanian, los guitarristas Kris Dollimore, y Alan Lee Shaw, y el bajista Moose Harris. Realizaron giras regularmente durante por cerca de dos años para promover su nuevo álbum, Not of This Earth. Cuando el álbum por fin salió al mercado, The Damned volvieron a separarse, en parte como resultado de una serie de batallas legales: Vanian y Sensible acusaron a Scabies de lanzar Not of This Earth sin autorización adecuada.
En 1996, Sensible se juntó de nuevo con Vanian y formaron una nueva alineación para The Damned. Esta alineación al principio contaba con el bajista Paul Gray, quien más tarde reemplazado por Patricia Morrison, exmiembro de The Bags, The Gun Club, y The Sisters of Mercy. En el 2001, lanzaron el aclamado álbum Grave Disorder, tras el cual realizaron constantemente giras musicales. Desde entonces, Morrison (quien dejó el grupo para dedicarse a su familia) fue reemplazada por Stu West.
En 2008 grabaron un álbum doble "So, who´s is paranoid?", demostrando estar en plena forma. En el año 2012 el grupo cumplió su 35° aniversario

## Miembros

### Miembros actuales
- Dave Vanian - voz, theremín (1976-actualidad)
- Captain Sensible - guitarra (1978-1984, 1989, 1996-actualidad); bajo (1976-1978)
- Monty Oxy Moron - teclado (1996-actualidad)
- Stu West - bajo (2005-actualidad)
- Pinch Von Pinching - batería (1999-actualidad)

### Exmiembros
- Gary Holton - voz (1978)
- Henry Badowski - bajo (1978)
- Brian James - guitarra (1976-1978, 1989)
- Lu Edmunds - guitarra (1977-1978)
- Kris Dollimore - guitarra (1993-1996)
- Allan Lee Shaw - guitarra (1993-1996)
- Rat Scabies − batería (1976-1977, 1978-1996)
- Dave Berk - batería (1977)
- Jon Moss - batería (1977-1978)
- Garrie Dreadful - batería (1996-1999)
- Spike Smith - batería (1999)
- Algy Ward - bajo (1978-1980, 1989)
- Paul Gray - bajo (1980-1983)
- Bryn Merrick - bajo (1983-1989)
- Paul Shepley - teclado (1985-1989)
- Jason "Moose" Harris - bajo (1993-1996)
- Patricia Morrison - bajo (1996-2005)
- Roman Jugg - teclado (1981-1989) guitarra (1984-1989)

### Colaboradores
- Lemmy Kilmister - bajo (1978)
- Robert Fripp - guitarra (1990)
- Lol Coxhill - saxofón (1977)

## Discografía
La siguiente lista contiene solamente los álbumes de estudio del grupo.
- Damned Damned Damned (25 de febrero de 1977)
- Music for Pleasure (18 de noviembre de 1977)
- Machine Gun Etiquette (2 de noviembre de 1979)
- The Black Album (20 de octubre de 1980)
- Strawberries (1 de octubre de 1982)
- Phantasmagoria (15 de julio de 1985)
- Anything (1 de diciembre de 1986)
- Not of This Earth (11 de noviembre de 1995)
- Grave Disorder (21 de agosto de 2001)
- So, Who's Paranoid? (28 de octubre de 2008)
- Evil Spirits (13 de abril de 2018)
- Darkadelic (28 de abril de 2023)